# Тостер (гурт)
То́стер — один з найпопулярніших панк-гуртів України 2000-х років. Випустили єдиний альбом: «Поперло» (2003).

## Історія
Панк-гурт «Тостер» зібрався вперше 16 грудня 1997 р. у Львові у складі 4 осіб («Кумар», «Дирчик», «Лось» і «Нірванич»). Перша репетиція юнаків відбулась 8 листопада 1998 р. Перший виступ вони відіграли на фестивалі «Весна медика-99» у Львівському медичному університеті.
У лютому 2001 року гурт частково змінює склад: на роль басиста запрошують Василишина Олега (екс «Леді Королей»), а ритм-гітаристом беруть Юрка Пухкала (екс «Катаракта»). У такому складі «Тостер» проіснував до кінця 2003 року, до поки з групи не пішов Василишин Олег. З новим басистом гурт проіснував ще півроку (до середини 2004 року) і розпався.
Музиканти були переважно студентами львівських ЗВО, зокрема: вокаліст Дмитро «Кумар» Тернущак  та бас-гітарист Василишин Олег — Львівського національного університету, гітарист Андрій «Дирчик» Деркач — «Львівської політехніки», а ударник — Львівського медичного університету.

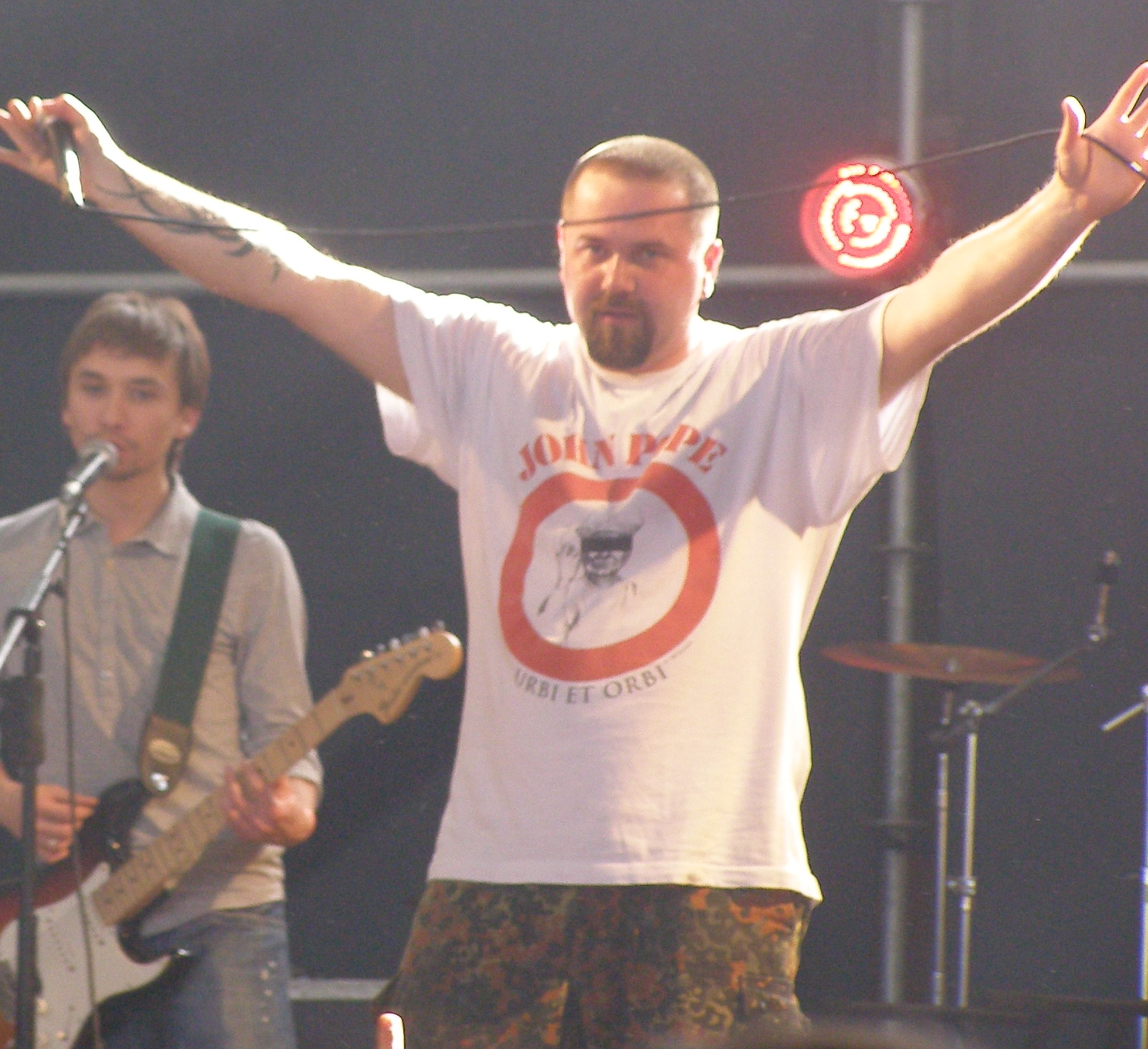
Кумар — вокаліст і лідер гурту, 2010 рік

Гурт став постійним учасником виступів і концертів у рок-клубах та кафе: «Лялька», «Star», «У пана Михайла», «XL club», «Порохова вежа», спорткомплексі «Спартак» (усі — Львів), «Яма» (Рівне), «ПромZona» (Київ). Починаючи з 1999 року, «Тостер» щороку виступає на фестивалі «Рокотека» (2000 року гурт став переможцем фесту поряд з групами «Леді Королей» (лідером якої був Василишин), «Манускрипт» та «Alice Transcendentic»), яку присвячують Дню Львова.
2002 року  «Тостер» — учасник фестивалю «Перлини сезону-2002». Успішно пройшовши відбіркові тури в Києві, гурт потрапляє у фінал, що проходив у Запоріжжі. Бере участь у гала-концерті поряд з «Океаном Ельзи», «Тартаком», «ТНМК» та іншими зірками української естради. Варто згадати і фантастичний виступ на фестивалі «Тарас Бульба» в Дубно. Їхні живі концерти відзначались підвищеною агресивністю і частенько закінчувались ушкодженням апаратури. Гурт став одним із лідерів західноукраїнського панк-року.
2003 року вийшов єдиний офіційний і повноцінний альбом — «Не буду воювати» (хоча музиканти планували назву «Поперло»). На диску зібрано творчий доробок за весь період існування колективу. До альбому увійшло 17 треків. Пісня «Скінхед Вася» стала культовою в середовищі львівських рокових субкультур.
Розбіжності всередині колективу привели до розпаду гурту літом 2004 року. На момент разпаду гурту було записано багато різного як концертного так і студійного матеріалу який так і нікуди не ввійшов, а багато пісень так і залишились у вигляді мінусовок (без вокалу).
Дмитро «Кумар» Тернущак став вокалістом гурту «Люстри Чижевського», який розпався у 2009 році. Згодом був фронтменом гуртів «Ratbite», «Stalag 328» та «Johny B Gut»,. 
23 грудня 2007 року на львівському фестивалі «Спрага» відбулося перше за кілька останніх років возз'єднання гурту заради єдиного виступу, присвяченого 10-річному ювілею гурту.
У 2014 році лідер гурту Кумар створив блекнед-дез-метал гурт 1914, високо оцінений музичними критиками.

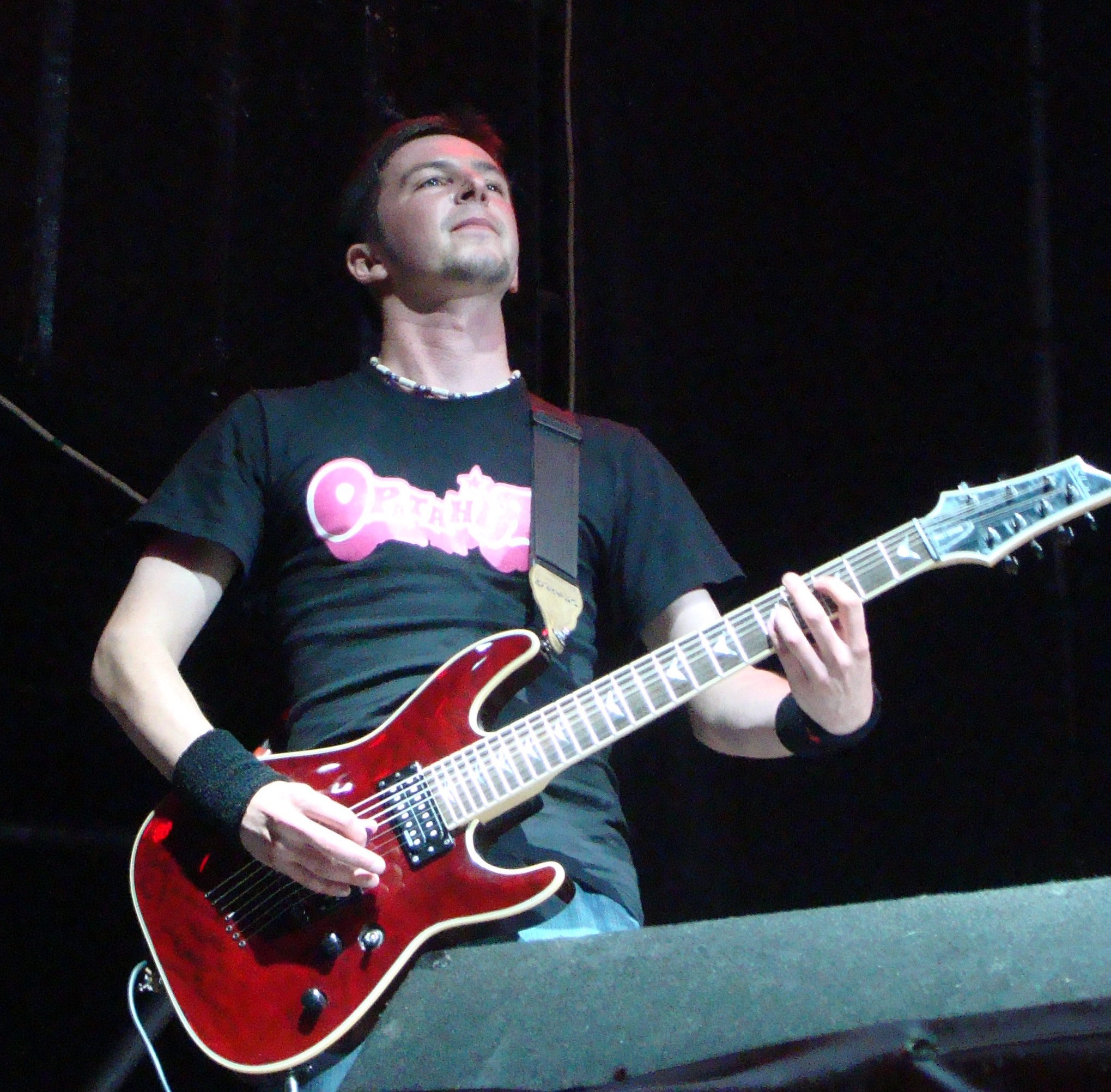
Андрій «Дирчик» Деркач

Зараз колектив збирається 1-2 рази на рік для виступів на деяких концертах і фестивалях:
- 2009 — клуб «Бінго» (Київ)
- 2010 — фестиваль «Руйнація» (Львів)
- 2010 — концерт «Порноколективізація» (Львів)
- 2011 — фестиваль «Руйнація» (Львів)
- 2012 — фестиваль «Захід» (Родатичі)
- 2013 — фестиваль «Захід» (Родатичі)
- 2014 — фестиваль «Захід» (Родатичі)
- 2015 —  фестиваль «Файне місто» (Тернопіль)
- 2015 — фестиваль «Захід» (Родатичі)
- 2016 —  фестиваль «Файне місто» (Тернопіль)

## Учасники гурту

### Поточні учасники(на момент розпаду у 2004)
- Дмитро «Кумар» Тернущак - вокал (1997-2004, 2007-дотепер)
- Андрій «Дирчик» Деркач - соло-гітара (1997-2004)
- Данило Швець (кінець 2003-2004), а згодом Олег Думанський та Павло Корсун - бас-гітара (2004)
- Андрій «Нірванич» Гордійчук - ударні (1997-2004)
- Юра «Паспарту» Пухкало - гітара (2001-2004)
- Сергій «Шпарагівка» Нестеренко - клавішні (-2004)

### Колишні учасники
- Олександр Рощин
- Олег Василишин - бас-гітара (2001-2003)

## Дискографія

### Студійні альбоми
- CD «Не буду воювати» (2003) — єдиний повноцінний альбом

### Демо альбоми
- Unplugged in Lviv '99 (MD)
- DEMO-CD: PeaceDETZ (2000)

### Міні-альбоми
- LP-Single «Вива анархия, вива» (2000)
- Halloween 2001 (LP)
- CD-Single «Рівне, частина перша» (2003)
- CD-Single «Рівне, частина друга» (2003)
- CD «Номер три» (2003)
- «R.I.P» (2004)

### Концертні альбоми
- CD «Live in Ternopil» (27.09.2003)
- MD «Live in Лялька» (15.12.2003)
- CD «Live in Львів» (23.05.2004)